# Хуан Пабло Бланко
Хуан Пабло Бланко (на испански: Juan Pablo Blanco) е мексикански режисьор, а също и актьор, сценарист и продуцент, син е на мексиканските писатели и сценаристи Мария дел Кармен Пеня и Хосе Куаутемок Бланко. Хуан Пабло Бланко е работил с продуцентите на компания Телевиса Хосе Алберто Кастро, Роси Окампо, Роберто Гомес Фернандес, Лусеро Суарес, Хуан Осорио, Жисел Гонсалес и Игнасио Сада Мадеро.

## Биография
Хуан Пабло Бланко завършва Ибероамериканския университет в Мексико със специалност „Комуникация - профил Кино“. Завършва магистърска степен по сценарий и режисура във Викторианския колеж по изкуствата към Мелбърнския университет (Австралия). В началото на режисьорската си кариера е асистент на режисьора Бенхамин Кан в теленовелите Успелите Перес, Силата на съдбата, Заради нея съм Ева и Да лъжеш, за да живееш, продуцирани в периода 2009-2013 г. През 2018 г. е режисьор, продуцент, сценарист и актьор в игралния филм La Jaula. През 2019 г. режисира адаптацията Свърталище на вълци, част от антологията Фабрика за мечти.

## Филмография

### Режисьор
Теленовели и сериали
- Никой като теб (2023)
- Забранена пътека (2023)
- Ничия жена (2022)
- Помощ! Влюбвам се (2021)
- Империя от лъжи (2020)
- Свърталище на вълци (2019)
- Втора част на Съпругът ми има по-голямо семейство (2018/19)
- Поддавам се на изкушението (2017/18)
- Кандидатката (2016/17)
- Съседката (2015/16)
- Цветът на страстта (2014)
- Розата на Гуадалупе (2011-2018) 47 епизода

Игрални филми
- La Jaula (2017)

### Асистент-режисьор
- Да лъжеш, за да живееш (2013)
- Заради нея съм Ева (2012)
- Силата на съдбата (2011)
- Успелите Перес (2009/10)

### Актьор
- Solteras (2019) - Боксьор
- Como te ves, me vi (2017) - Ласаро
- La Jaula (2017) - Херардо (възрастен)
- S.O.S.: Sexo y otros secretos (2008)
  - епизод Feliz cumpleaños

### Продуцент
- La Jaula (2017)
- El cielo no perdona (2003)

### Сценарист
- La Jaula (2017)
- El cielo no perdona (2003)

## Награди и номинации
Награди TVyNovelas
| Година | Категория          | Теленовела                          | Резултат  |
| ------ | ------------------ | ----------------------------------- | --------- |
| 2020   | Най-добър режисьор | Свърталище на вълци                 | Номиниран |
| 2019   | Най-добър режисьор | Съпругът ми има по-голямо семейство | Номиниран |
| 2018   | Най-добър режисьор | Поддавам се на изкушението          | Печели    |
| 2017   | Най-добър режисьор | Кандидатката                        | Печели    |
| 2016   | Най-добър режисьор | Съседката                           | Номиниран |
| 2015   | Най-добър режисьор | Цветът на страстта                  | Номиниран |

TV Adicto Golden Awards
| Година | Категория          | Теленовела          | Резултат |
| ------ | ------------------ | ------------------- | -------- |
| 2019   | Най-добър режисьор | Свърталище на вълци | Печели   |